# Chiesa di San Lorenzo (Marradi)
La chiesa di San Lorenzo si trova nel comune di Marradi.
Di origine romanica, l'attuale edificio è stato radicalmente ricostruito in forme neoclassiche nel 1785. Alla semplice facciata a capanna, scandita da piatte lesene, corrisponde un interno ad unica navata; alle pareti due ricchi altari in stucco con colonne sormontate da eleganti capitelli ionici.
Vi si conservano tre dipinti su tavola attribuiti al Maestro di Marradi, un tempo facenti parte di un unico polittico, smembrato nel XVIII secolo: nell'abside San Giovanni Evangelista e San Lorenzo, nella cantoria dell'organo la Madonna col Bambino, molto ridipinta.